# Старица (Тамбовская область)
Старица — посёлок в Кирсановском районе Тамбовской области России. Входит в состав Марьинского сельсовета.

## География
Посёлок находится в восточной части Тамбовской области, в лесостепной зоне, в пределах Окско-Донской равнины, на левом берегу реки Вороны, на расстоянии примерно 4 километров (по прямой) к югу от города Кирсанова, административного центра района. Абсолютная высота — 139 метров над уровнем моря.
Часовой пояс
Посёлок Старица, как и вся Тамбовская область, находится в часовой зоне МСК (московское время). Смещение применяемого времени относительно UTC составляет +3:00.

## История
Основана в 1921 году. По данным 1926 года имелось 23 хозяйства и проживало 129 человек (61 мужчина и 68 женщин). В административном отношении деревня входила в состав Градско-Уметской волости Кирсановского уезда Тамбовской губернии.

## Население
| 2010 |
| ---- |
| 7    |

Половой состав
По данным Всероссийской переписи населения 2010 года в гендерной структуре населения мужчины составляли 85,7 %, женщины — соответственно 14,3 %.
Национальный состав
Согласно результатам переписи 2002 года, в национальной структуре населения русские составляли 72 % из 14 чел.

## Улицы
Уличная сеть посёлка состоит из десяти улиц.